# Olmeneta

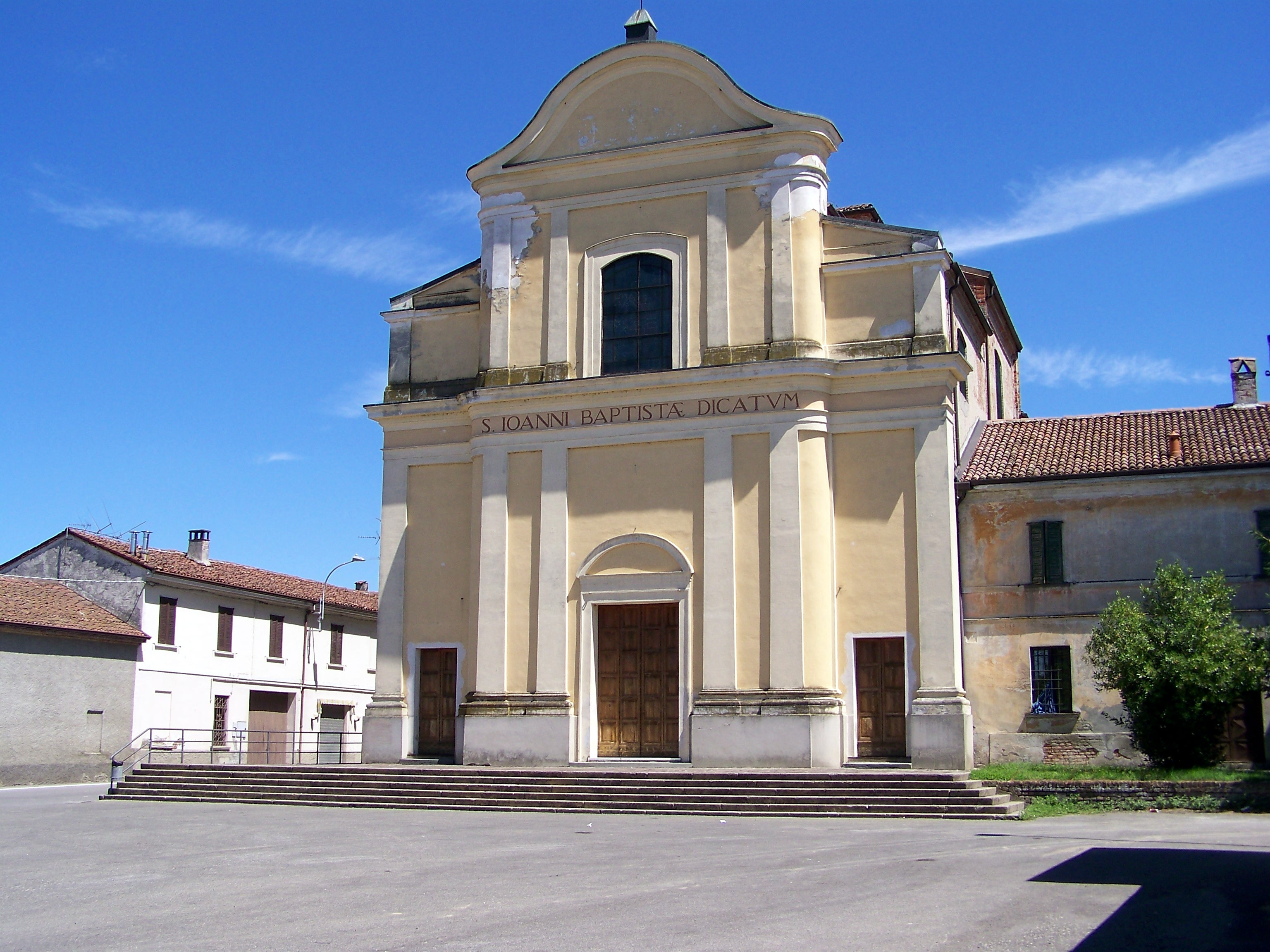
Die Pfarrkirche von Olmeneta

Olmeneta (Urmenéeda im lokalen Dialekt) ist eine norditalienische Gemeinde (comune) mit 900 Einwohnern (Stand: 31. Dezember 2023) in der Provinz Cremona in der Region Lombardei.

## Geographie
Das Gemeindegebiet umfasst eine Fläche von 9,15 km². Der Ort liegt auf einer Höhe von 55 Metern über dem Meer. Die Nachbargemeinden sind Casalbuttano ed Uniti, Castelverde, Corte de’ Cortesi con Cignone, Pozzaglio ed Uniti und Robecco d’Oglio.
Olmeneta hat einen Bahnhof an der Bahnstrecke Treviglio–Cremona.